# Boris Moltenis
Boris Sébastien Moltenis (Belfort, 8 maggio 1999) è un calciatore francese, di origini martinicane, difensore del Sochaux e della nazionale martinicana.

## Carriera

### Club
Moltenis è cresciuto nel settore giovanile del Sochaux e nel 2016 ha iniziato a giocare con la squadra riserve nel Championnat National 2. Ha debuttato in prima squadra il 19 ottobre 2018 nell'incontro di Ligue 2 vinto per 2-1 contro il Troyes ed un mese più tardi ha segnato il suo primo gol in Coppa di Francia nella vittoria per 4-3 contro l'Haguenau, decidendo l'incontro ai tempi supplementari.
Il 23 luglio 2021 è stato ceduto al Boulogne, e l'anno successivo si è trasferito in Polonia al Wisła Cracovia, appena retrocesso in seconda divisione. Il 16 agosto 2023 ha firmato con l'Austria Lustenau.

### Nazionale
L'8 settembre 2023 ha debuttato con la nazionale martinicana nell'incontro di CONCACAF Nations League perso per 3-0 contro Panama.

## Statistiche

### Presenze e reti nei club
Statistiche aggiornate al 22 dicembre 2023.
| Stagione        | Squadra          | Campionato      | Campionato | Campionato | Coppe nazionali | Coppe nazionali | Coppe nazionali | Coppe continentali | Coppe continentali | Coppe continentali | Altre coppe | Altre coppe | Altre coppe | Totale | Totale |
| Stagione        | Squadra          | Comp            | Pres       | Reti       | Comp            | Pres            | Reti            | Comp               | Pres               | Reti               | Comp        | Pres        | Reti        | Pres   | Reti   |
| --------------- | ---------------- | --------------- | ---------- | ---------- | --------------- | --------------- | --------------- | ------------------ | ------------------ | ------------------ | ----------- | ----------- | ----------- | ------ | ------ |
| 2015-2016       | Sochaux 2        | N2              | 1          | 0          |                 | -               | -               |                    | -                  | -                  |             | -           | -           | 1      | 0      |
| 2016-2017       | Sochaux 2        | N3              | 1          | 0          |                 | -               | -               |                    | -                  | -                  |             | -           | -           | 1      | 0      |
| 2017-2018       | Sochaux 2        | N3              | 1          | 0          |                 | -               | -               |                    | -                  | -                  |             | -           | -           | 1      | 0      |
| 2018-2019       | Sochaux 2        | N3              | 12         | 0          |                 | -               | -               |                    | -                  | -                  |             | -           | -           | 12     | 0      |
| 2019-2020       | Sochaux 2        | N3              | 1          | 0          |                 | -               | -               |                    | -                  | -                  |             | -           | -           | 1      | 0      |
| 2018-2019       | Sochaux          | L2              | 13         | 0          | CF+CdL          | 2+0             | 1+0             |                    | -                  | -                  |             | -           | -           | 15     | 1      |
| 2020-2021       | Sochaux          | L2              | 7          | 0          | CF              | 2               | 0               |                    | -                  | -                  |             | -           | -           | 9      | 0      |
| 2021-2022       | Boulogne         | N1              | 27         | 2          | CF              | 0               | 0               |                    | -                  | -                  |             | -           | -           | 27     | 2      |
| 2022-2023       | Wisła Cracovia   | 1L              | 23         | 4          | CP              | 2               | 0               |                    | -                  | -                  |             | -           | -           | 25     | 4      |
| 2023-2024       | Austria Lustenau | BL              | 11         | 0          | CA              | 0               | 0               |                    | -                  | -                  |             | -           | -           | 11     | 0      |
| Totale carriera | Totale carriera  | Totale carriera | 97         | 6          |                 | 6               | 1               |                    | -                  | -                  |             | -           | -           | 103    | 7      |

### Cronologia presenze e reti in nazionale
| Cronologia completa delle presenze e delle reti in nazionale ― Martinica | Cronologia completa delle presenze e delle reti in nazionale ― Martinica | Cronologia completa delle presenze e delle reti in nazionale ― Martinica | Cronologia completa delle presenze e delle reti in nazionale ― Martinica | Cronologia completa delle presenze e delle reti in nazionale ― Martinica | Cronologia completa delle presenze e delle reti in nazionale ― Martinica | Cronologia completa delle presenze e delle reti in nazionale ― Martinica | Cronologia completa delle presenze e delle reti in nazionale ― Martinica |
| Data                                                                     | Città                                                                    | In casa                                                                  | Risultato                                                                | Ospiti                                                                   | Competizione                                                             | Reti                                                                     | Note                                                                     |
| ------------------------------------------------------------------------ | ------------------------------------------------------------------------ | ------------------------------------------------------------------------ | ------------------------------------------------------------------------ | ------------------------------------------------------------------------ | ------------------------------------------------------------------------ | ------------------------------------------------------------------------ | ------------------------------------------------------------------------ |
| 8-9-2023                                                                 | Penonomé                                                                 | Panama                                                                   | 3 – 0                                                                    | Martinica                                                                | CONCACAF Nations League 2023-2024 - 1º turno                             | -                                                                        | 4’ 87’                                                                   |
| 11-9-2023                                                                | Fort-de-France                                                           | Martinica                                                                | 1 – 0                                                                    | Curaçao                                                                  | CONCACAF Nations League 2023-2024 - 1º turno                             | -                                                                        | 85’                                                                      |
| 11-10-2024                                                               | Le Gosier                                                                | Guadalupa                                                                | 0 – 1                                                                    | Martinica                                                                | CONCACAF Nations League 2024-2025 - 1º turno                             | -                                                                        |                                                                          |
| 15-10-2024                                                               | Le Gosier                                                                | Martinica                                                                | 0 – 0                                                                    | Guadalupa                                                                | CONCACAF Nations League 2024-2025 - 1º turno                             | -                                                                        |                                                                          |
| 25-3-2025                                                                | Fort-de-France                                                           | Martinica                                                                | 0 – 1                                                                    | Suriname                                                                 | Qual. Gold Cup 2025                                                      | -                                                                        | 69’                                                                      |
| Totale                                                                   |                                                                          | Presenze                                                                 | 5                                                                        |                                                                          | Reti                                                                     | 0                                                                        |                                                                          |